# Тепло твоих рук
«Тепло твоих рук» — художественный фильм снятый в 1971 году на киностудии «Грузия-фильм», режиссёры Шота Манагадзе и Нодар Манагадзе.
Над фильмом работали художники Шота Гоголашвили и Николай Зандукели.

## Сюжет
Старушка Сидония (Софико Чиаурели) живёт в глухом селении в горах Грузии. Каждый день по натоптанной годами тропке она спускается к роднику. В один из дней она приходит к роднику вместе со своим мужем — стариком Ясоном. Ясон чувствует, что силы оставляют его и он прощается со своей женой. Они говорят о жизни, любви, смерти, о детях и внуках.

## В ролях
- Софико Чиаурели — Сидония
- Григол Цитайшвили — Ясон
- Манучар Шервашидзе — Сипито
- Гиви Чичинадзе — Эвтихи
- Гизо Сихарулидзе — Тархан
- Гиви Тохадзе
- Зураб Кипшидзе — Апрасион, комсомолец
- Тенгиз Арчвадзе — Юлон
- Валерьян Долидзе — Беглар
- Владимир Цуладзе — Агапо
- Дудухана Церодзе
- Кетеван Бочоришвили

## Награды
- 1972 — Приз и премия за лучший фильм о современном человеке — V Всесоюзный кинофестиваль в Тбилиси.[1]